# Undredal stavkirke
Kościół klepkowy w Undredal (Undredal stavkirke) – kościół klepkowy (słupowy), znajdujący się w norweskiej miejscowości Undredal, w gminie Aurland, w okręgu Sogn og Fjordane.

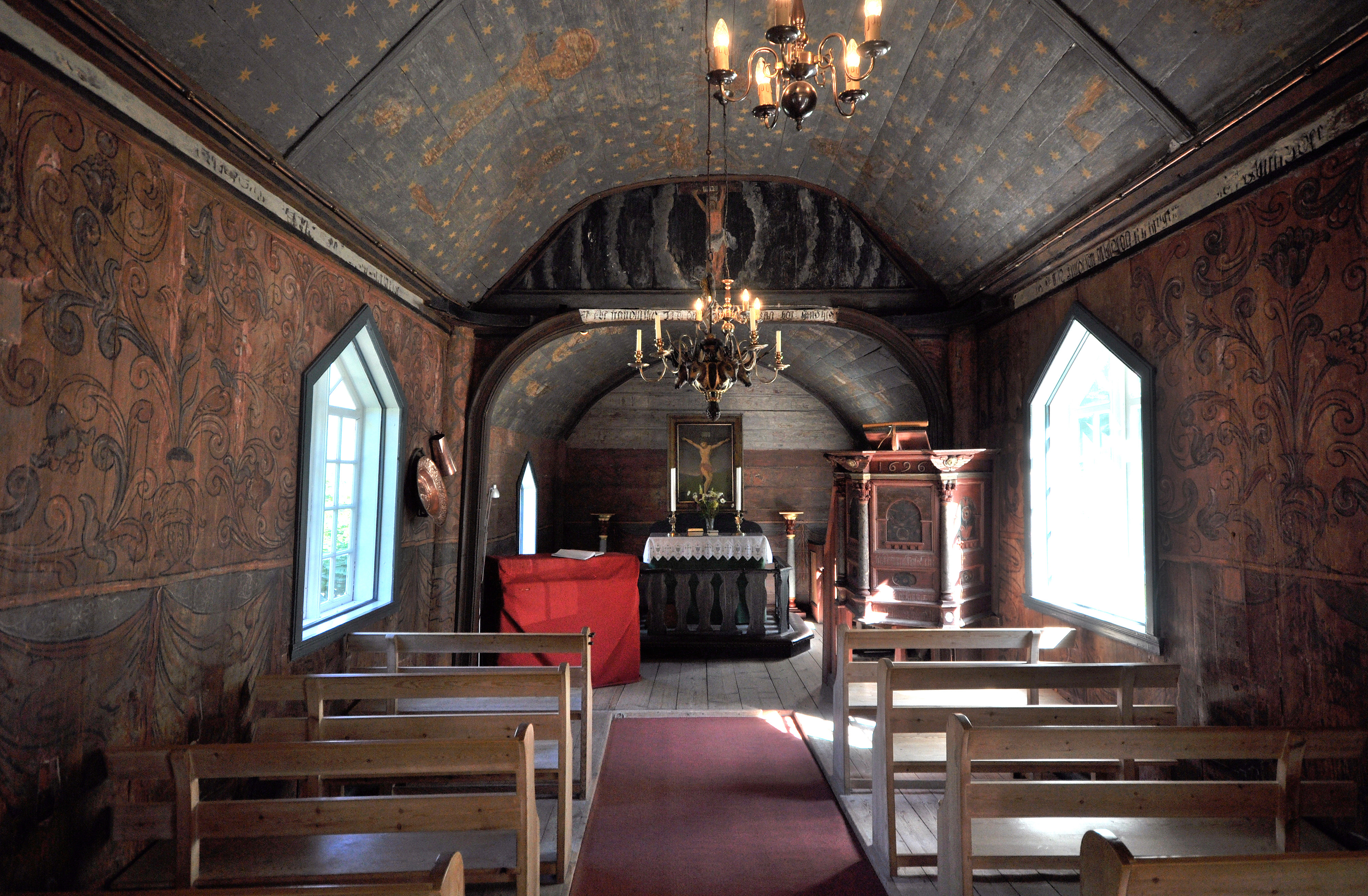
Wnętrze kościoła

Jest świątynią jednonawową. Pierwsze wzmianki o kościele pochodzą z roku 1331. Na sklepieniu zapisano rok 1147, który można uznawać za czas powstania współczesnej świątyni. Kościół został przebudowany w 1722 roku. W czasie prac restauracyjnych w 1962 roku odkryto najstarsze średniowieczne malowidła ścienne przedstawiające mityczne zwierzęta, które do tej pory ukryte były pod kilkoma warstwami farby. W 1913 roku planowano przeniesienie go do skansenu. Świątynia należy dziś do najmniejszych kościołów Norwegii.